# Vivien Bonzi
Vivien Bonzi (26 giugno 2001) è una mezzofondista e fondista di corsa in montagna italiana.

## Palmarès
| Anno | Manifestazione                | Sede       | Evento                        | Risultato | Prestazione | Note  |
| ---- | ----------------------------- | ---------- | ----------------------------- | --------- | ----------- | ----- |
| 2022 | Europei di corsa off-road     | El Paso    | Corsa in montagna up&down U23 | 32ª       |             |       |
| 2022 | Europei di corsa off-road     | El Paso    | A squadre                     | 5ª        |             |       |
| 2022 | Mondiali di corsa in montagna | Chiang Mai | Corsa in montagna up&down U23 | 32ª       |             |       |
| 2022 | Mondiali di corsa in montagna | Chiang Mai | A squadre                     | 5ª        |             |       |
| 2023 | Mondiali di corsa in montagna | Innsbruck  | Corsa in montagna up&down     | 41ª       |             |       |
| 2023 | Mondiali di corsa in montagna | Innsbruck  | A squadre                     | 6ª        |             |       |
| 2023 | Mondiali di corsa in montagna | Innsbruck  | Corsa solo salita             | 32ª       |             |       |
| 2023 | Mondiali di corsa in montagna | Innsbruck  | A squadre                     | 4ª        |             |       |
| 2023 | Europei di cross              | Bruxelles  | Corsa U23                     | 60ª       | 30'24"      |       |
| 2023 | Europei di cross              | Bruxelles  | A squadre                     | 7ª        | 80 p.       |       |
| 2024 | Europei di corsa off-road     | Annecy     | Corsa in montagna up&down     | 15ª       | 1h29'13"    | [ 1 ] |
| 2024 | Europei di corsa off-road     | Annecy     | A squadre                     | 5ª        |             |       |

## Campionati nazionali
2022
- 26ª ai campionati italiani di corsa campestre - 26'23"
- Oro ai campionati italiani di corsa in montagna a staffetta (in squadra con Alice Gaggi)
- Oro ai campionati italiani promesse di corsa in montagna

2023
- 12ª ai campionati italiani di corsa campestre - 29'42"
- Bronzo ai campionati italiani promesse di corsa campestre - 29'42"
- Oro ai campionati italiani di corsa in montagna
- Oro ai campionati italiani di corsa in montagna a staffetta (in squadra con Alice Gaggi) - 1h11'00"

2024
- 17ª ai campionati italiani di corsa campestre - 30'45"
- Argento ai campionati italiani di corsa in montagna
- Oro ai campionati italiani di corsa in montagna a staffetta (in squadra con Beatrice Bianchi)

2025
- 11ª ai campionati italiani di corsa campestre - 29'31"

## Altre competizioni internazionali
2022
- 28ª al Campaccio ( San Giorgio su Legnano) - 22'58"

2023
- 10ª alla Cinque Mulini ( San Vittore Olona) - 21'49"

2024
- Oro al Trofeo Valli Bergamasche ( Leffe)[2]

2025
- 9ª al Cross di Alà dei Sardi ( Alà dei Sardi)